# Vasilij Golitsyn

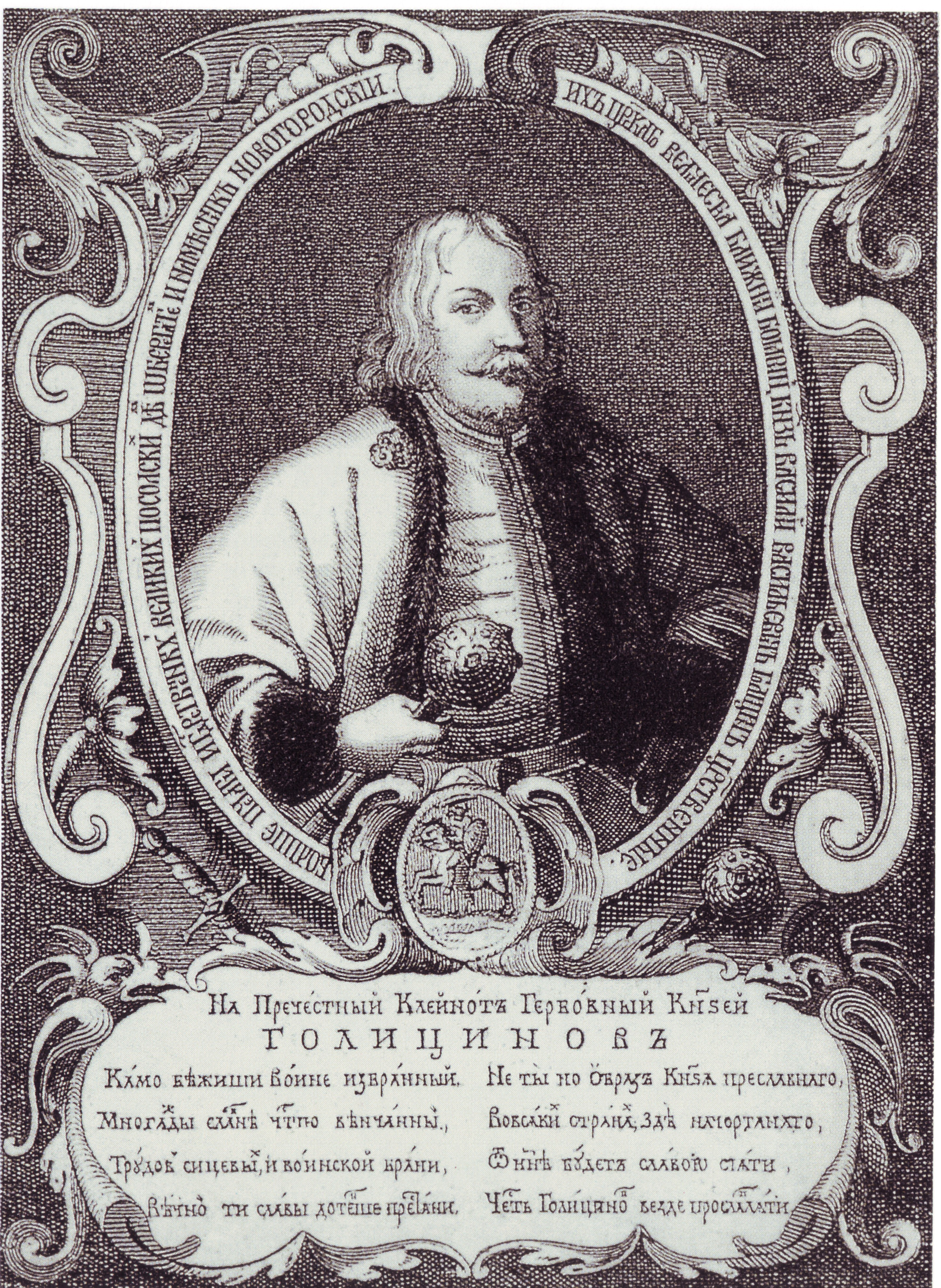
Furst Vasilij Golitsyn.

Vasilij Vasiljevitj Golitsyn (ry. Василий Голицын), född 1643, död 1714, var en rysk furste och statsman. 
Han började sin karriär vid tsar Aleksej Michajlovitjs hov där han utnämndes till bojar och senare general. Under prinsessan Sofia Aleksejevnas regentskap 1682-1689 var Golitsyn hennes gunstling, älskare och utrikesminister. Han lyckades sluta fred med Polen 1683 och på hans initiativ slöts en helig allians 1686 med Polen, Österrike och Venedig, riktad mot det osmanska imperiet. Denna följdes av Krimkampanjen som Golitsyn själv ledde, vilket blev upptakten på Rysk-turkiska kriget 1686-1700. Trots att korståget blev resultatlöst hedrades Golitsyn med ett triumftåg i Moskva 1689. Han slöt även fördraget i Nertjinsk med Kina 1689, vilken reglerade ländernas gräns längs Stanovoj-ryggen (norr om Amur) och floden Argun. Hans politiska karriär tog ett hastigt slut när Peter den store avsatte sin förmyndare och äldre syster Sofia Aleksejevna och själv tog makten 1689. Trots sitt stöd för prinsessan fick han behålla livet, men förlorade sin ställning som bojar och hans egendom konfiskerades. Han förvisades till Pustozersk i Petjoras delta. Sedermera fick han tillåtelse att återvända till Moskva, men valde slutligen att gå i kloster.